# Nuages sur la ville
Pour plus de détails, voir Fiche technique et Distribution.
Nuages sur la ville est un film québécois réalisé par Simon Galiero, sorti en 2009. Il s'agit du premier long-métrage du réalisateur. 

## Synopsis
Ce film à récits croisés a comme fil principal le parcours de l'écrivain, Jean-Paul (incarné par le cinéaste Jean Pierre Lefebvre) qui tente de réorganiser sa vie en lambeaux alors qu'on se prépare à lui rendre un hommage pour son œuvre. Gravitent aussi autour du récit de Jean-Paul ceux de son petit-fils Martin; d'un ami polonais en visite, Jacek ; et d'un sans emploi, Michel, incarné par Robert Morin. 

## Fiche technique
Sources : IMDb et Films du Québec
- Titre original : Nuages sur la ville
- Réalisation et scénario : Simon Galiero
- Musique : Robert Marcel Lepage
- Photographie : Nicolas Canniccioni (en)
- Son : Simon Gervais, Olivier Calvert, Louis Hône
- Montage : Simon Galiero
- Production : Serge Noël
- Société de production : Possibles Média
- Société de distribution : Métropole Films Distribution (Canada)
- Budget : 350 000 $ CA
- Pays de production :  Canada
- Tournage : en juillet 2008 à Montréal et à Bedford en Estrie
- Langue originale : français
- Format : noir et blanc — 35 mm
- Genre : comédie dramatique
- Durée : 88 minutes
- Dates de sortie :
  - Canada : 
    - 8 octobre 2009 (première au Festival du nouveau cinéma de Montréal)
    - 27 novembre 2009 (sortie en salle au Québec)
    - 23 mars 2010 (DVD)
- Classification :
  - Québec : Visa général[2]

## Distribution
- Jean Pierre Lefebvre : Jean-Paul St-Jean
- Robert Morin : Michel, client de Jean-Paul
- Julie Ménard : Julie, la fille de Jean-Paul
- Marcel Sabourin : Maurice, l'éditeur de Jean-Paul
- Téo Spychalski : Jacek, le vieil ami polonais de Jean-Paul
- Alex Bisping : Janusz, neveu de Jacek
- Frédéric Côté : Martin, le petit-fils de Jean-Paul
- Marcel Couture : Marcel, client de Jean-Paul
- Robert Reynaert : Jacques

## Distinction
- Grand prix Focus, Festival du nouveau cinéma de Montréal, 2009[3].